# Сен-Кантен (Нью-Брансвік)
Сен-Кантен (англ. Saint-Quentin) — містечко в Канаді, у провінції Нью-Брансвік, у складі графства Рестіґуш.

## Населення
За даними перепису 2016 року, містечко нараховувало 2194 особи, показавши зростання на 4,7%, порівняно з 2011-м роком. Середня густина населення становила 517,2 осіб/км².
З офіційних мов обидвома одночасно володіли 665 жителів, тільки англійською — 5, тільки французькою — 1 440. Усього 10 осіб вважали рідною мовою не одну з офіційних.
Працездатне населення становило 59,3% усього населення, рівень безробіття — 9% (11,9% серед чоловіків та 5,9% серед жінок). 87,7% осіб були найманими працівниками, а 11,8% — самозайнятими.
Середній дохід на особу становив $35 257 (медіана $29 536), при цьому для чоловіків — $40 711, а для жінок $29 783 (медіани — $37 440 та $24 486 відповідно).
22,2% мешканців мали закінчену шкільну освіту, не мали закінченої шкільної освіти — 37,1%, 40,7% мали післяшкільну освіту, з яких 26,9% мали диплом бакалавра, або вищий.
| Статево-вікова структура населення | Статево-вікова структура населення | Статево-вікова структура населення | Статево-вікова структура населення | Статево-вікова структура населення |
| ---------------------------------- | ---------------------------------- | ---------------------------------- | ---------------------------------- | ---------------------------------- |
|                                    |                                    |                                    |                                    |                                    |
| Всього                             | Всього                             | 50,3%49,7%                         |                                    |                                    |
| 0 — 14 років                       | 0 — 14 років                       |                                    | 13,7%                              | 13,7%                              |
| 15 — 64 років                      | 15 — 64 років                      |                                    | 63,8%                              | 63,8%                              |
| 65 і більше                        | 65 і більше                        |                                    | 22,6%                              | 22,6%                              |
| 85 і більше                        | 85 і більше                        |                                    | 4,3%                               | 4,3%                               |
| Середній вік (років)               | Середній вік (років)               | 43,846,9                           | 45,4                               | 45,4                               |
| Медіана (років)                    | Медіана (років)                    | 47,150,4                           | 48,6                               | 48,6                               |
| — чоловіки — жінки                 |                                    |                                    |                                    |                                    |

| Походження мешканців:     | Походження мешканців:     | Походження мешканців: | Походження мешканців: | Походження мешканців: |
| ------------------------- | ------------------------- | --------------------- | --------------------- | --------------------- |
| Походження                |                           |                       | осіб                  | %                     |
| Корінні американці        | Корінні американці        |                       | 90                    | 4.34%                 |
| Інше північноамериканське | Інше північноамериканське |                       | 1 775                 | 85.54%                |
| Європейське               | Європейське               |                       | 565                   | 27.23%                |
| британське                | британське                |                       | 95                    | 4.58%                 |
| французьке                | французьке                |                       | 490                   | 23.61%                |
| Африканське               | Африканське               |                       | 10                    | 0.48%                 |
| Азійське                  | Азійське                  |                       | 30                    | 1.45%                 |

| Зайнятість населення за галузями (за класифікацією NOC): | Зайнятість населення за галузями (за класифікацією NOC): | Зайнятість населення за галузями (за класифікацією NOC): | Зайнятість населення за галузями (за класифікацією NOC): | Зайнятість населення за галузями (за класифікацією NOC): |
| -------------------------------------------------------- | -------------------------------------------------------- | -------------------------------------------------------- | -------------------------------------------------------- | -------------------------------------------------------- |
|                                                          |                                                          |                                                          |                                                          |                                                          |
| Управління                                               | Управління                                               |                                                          | 7,6%                                                     | 7,6%                                                     |
| Бізнес, фінанси та адміністрування                       | Бізнес, фінанси та адміністрування                       |                                                          | 9,5%                                                     | 9,5%                                                     |
| Природничі та прикладні науки                            | Природничі та прикладні науки                            |                                                          | 1,4%                                                     | 1,4%                                                     |
| Охорона здоров'я                                         | Охорона здоров'я                                         |                                                          | 7,6%                                                     | 7,6%                                                     |
| Освіта, правозахист, муніципальні та урядові служби      | Освіта, правозахист, муніципальні та урядові служби      |                                                          | 9,5%                                                     | 9,5%                                                     |
| Роздрібна торгівля та послуги                            | Роздрібна торгівля та послуги                            |                                                          | 23,3%                                                    | 23,3%                                                    |
| Гуртова торгівля, транспорт та обладнання                | Гуртова торгівля, транспорт та обладнання                |                                                          | 16,7%                                                    | 16,7%                                                    |
| Природні ресурси, сільське господарство                  | Природні ресурси, сільське господарство                  |                                                          | 10%                                                      | 10%                                                      |
| Виробництво                                              | Виробництво                                              |                                                          | 14,8%                                                    | 14,8%                                                    |

## Клімат
Середня річна температура становить 2,6°C, середня максимальна – 21,3°C, а середня мінімальна – -21,4°C. Середня річна кількість опадів – 1 053 мм.
| Клімат поселення                              | Клімат поселення | Клімат поселення | Клімат поселення | Клімат поселення | Клімат поселення | Клімат поселення | Клімат поселення | Клімат поселення | Клімат поселення | Клімат поселення | Клімат поселення | Клімат поселення | Клімат поселення |
| Показник                                      | Січ.             | Лют.             | Бер.             | Квіт.            | Трав.            | Черв.            | Лип.             | Серп.            | Вер.             | Жовт.            | Лист.            | Груд.            |                  |
| Середній максимум, °C                         | −7,93            | −6,26            | 0,59             | 7,69             | 15,59            | 21,09            | 21,34            | 20,87            | 15,14            | 9,26             | 2,95             | −5,59            |                  |
| Середня температура, °C                       | −14,67           | −13,01           | −6,15            | 0,95             | 8,84             | 14,35            | 17,40            | 16,93            | 11,20            | 5,33             | −0,98            | −9,54            |                  |
| Середній мінімум, °C                          | −21,41           | −19,74           | −12,88           | −5,78            | 2,12             | 7,61             | 13,48            | 13,01            | 7,26             | 1,39             | −4,93            | −13,48           |                  |
| Норма опадів, мм                              | 80               | 63               | 66               | 64               | 86               | 96               | 121              | 105              | 95               | 93               | 90               | 94               |                  |
| Середньомісячна швидкість вітру, м/с          | 3.80             | 3.90             | 4.00             | 3.80             | 3.59             | 3.20             | 2.90             | 2.80             | 3.10             | 3.40             | 3.60             | 3.70             |                  |
| Середньомісячна сонячна радіація, кДж/м²·день | 4981             | 8228             | 12136            | 15704            | 18347            | 20148            | 19449            | 17129            | 12465            | 7573             | 4443             | 3663             |                  |
| --------------------------------------------- | ---------------- | ---------------- | ---------------- | ---------------- | ---------------- | ---------------- | ---------------- | ---------------- | ---------------- | ---------------- | ---------------- | ---------------- | ---------------- |
| Джерело:                                      |                  |                  |                  |                  |                  |                  |                  |                  |                  |                  |                  |                  |                  |